# Tommaso De Prà
Tommaso De Prà (Mortara, 16 december 1938) is een Italiaans voormalig wielrenner.

## Carrière
De Prà reed als professioneel renner tussen 1963 en 1971, in die jaren boekte hij in totaal vijf overwinningen. Nadat hij in 1965 zijn eerste profzege behaalde in de Coppa Agostoni, Roger Pingeon finishte als tweede achter hem, reed hij in 1966 voor het eerst de Ronde van Frankrijk. De Prà zou deze uiteindelijk niet uitrijden, maar hij won wel de tiende etappe en droeg hierdoor de gele trui in de elfde etappe. Later won hij nog etappes in de Tirreno-Adriatico, de Ronde van Zwitserland in 1967 en boekte hij in 1968 zijn tweede etappezege in een Grote Ronde toen hij in het a-gedeelte van de derde etappe in de Ronde van Spanje de eerste was die finishte.

## Overwinningen
1965
Coppa Agostoni
 Trofeo Baracchi (met Giuseppe Fezzardi)
1966
10e etappe Ronde van Frankrijk
1967
3e etappe Tirreno-Adriatico
6e etappe Ronde van Zwitserland
1968
3e etappe (deel A) Ronde van Spanje

### Resultaten in voornaamste wedstrijden
| Jaar | Ronde van Italië | Ronde van Frankrijk | Ronde van Spanje |
| ---- | ---------------- | ------------------- | ---------------- |
| 1964 |                  |                     |                  |
| 1965 | 55e              |                     |                  |
| 1966 |                  | opgave (1)          |                  |
| 1967 | 68e              |                     |                  |
| 1968 |                  |                     | opgave (1)       |
| 1969 | 72e              |                     |                  |
| 1970 |                  |                     |                  |
| 1971 |                  | opgave              |                  |

| Jaar | Milaan-San Remo | Ronde van Vlaanderen | Parijs-Roubaix | Ronde van Lombardije | Waalse Pijl |  | WK op de weg |
| ---- | --------------- | -------------------- | -------------- | -------------------- | ----------- |  | ------------ |
| 1964 |                 |                      |                | 24e                  |             |  |              |
| 1965 |                 |                      |                | 26e                  |             |  |              |
| 1966 |                 |                      |                |                      |             |  |              |
| 1967 |                 |                      |                | 17e                  |             |  | 41e          |
| 1968 | 105e            | 65e                  | 35e            |                      | 12e         |  | opgave       |
| 1969 |                 |                      |                |                      | 27e         |  |              |
| 1970 |                 |                      |                |                      |             |  |              |
| 1971 |                 |                      |                |                      |             |  |              |

Wielerploegen van Tommaso De Prà
Beraldo ·
Binggeli ·
Bongioni ·
Brugnami ·
Colombo ·
Dancelli · 
de Prà ·
De Rosso ·
Di Maria ·
Fezzardi ·
Fontona ·
Fornoni ·
Motta ·
Neri ·
Portalupi ·
Scandelli ·
Stefanoni
R. Altig  ·
W. Altig ·
Anni ·
Binggeli ·
Colombo ·
Dancelli · 
de Prà ·
De Rosso ·
Fezzardi ·
Fornoni ·
Geldermans ·
Motta ·
Neri ·
Scandelli ·
Stefanoni ·
Timón ·
Tosello
R. Altig  ·
W. Altig ·
Anni ·
Balmamion ·
Bodrero ·
Colombo ·
de Prà ·
Fezzardi ·
Fornoni ·
Motta ·
Passuello ·
Preziosi ·
Renz ·
Scandelli ·
Terruzzi ·
Tosello ·
Vanughi